# Encyclopedia Americana

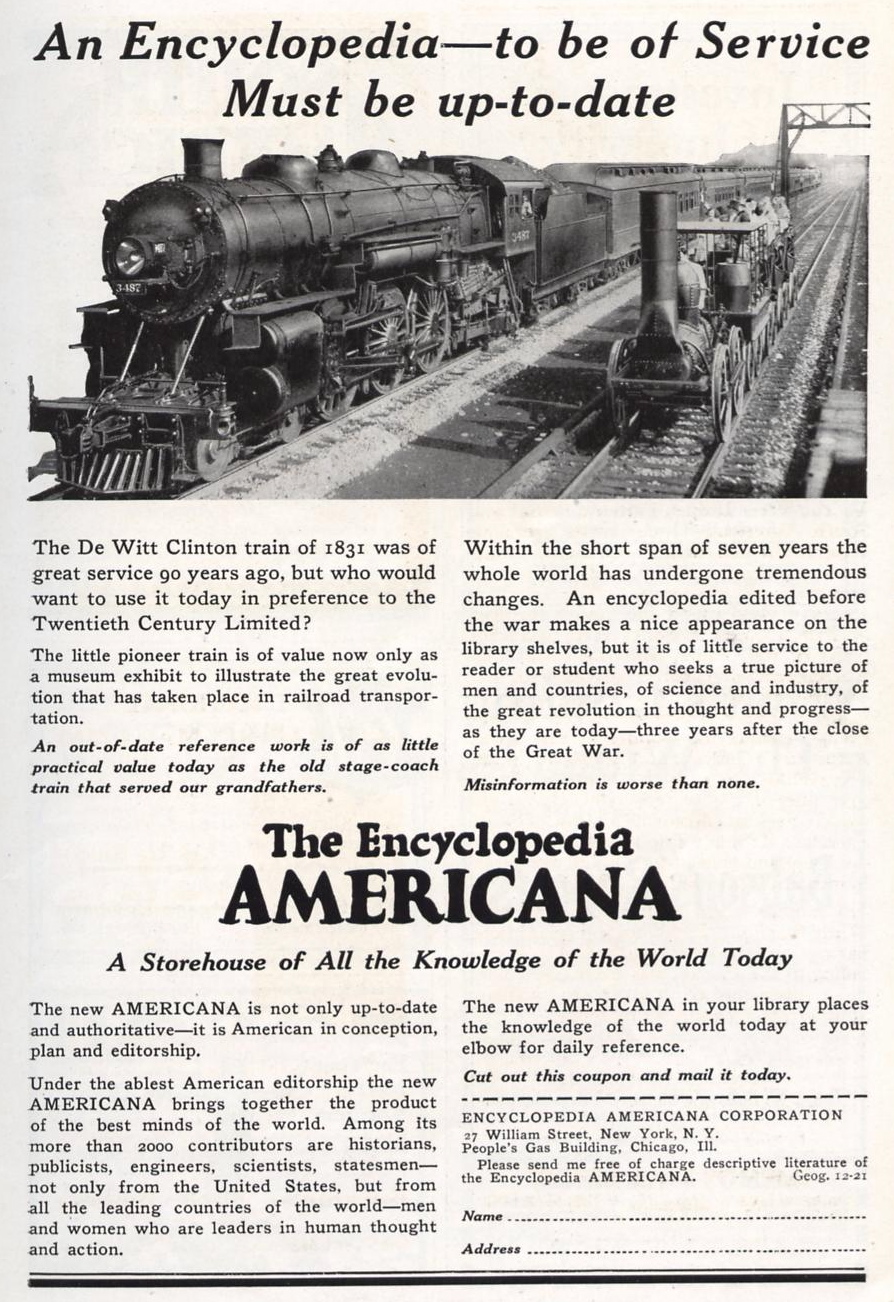
Propaganda de la Enciclopedia Americana, en 1921.

La Encyclopedia Americana es una de las mayores enciclopedias generales en el idioma inglés, después de la Encyclopædia Britannica. Como su nombre sugiere, es producida en los Estados Unidos de América y comercializada principalmente en el mercado de América del Norte; aunque también se vende en otras partes del mundo, con especial mención a Asia.
Su primera edición, compuesta de 13 volúmenes, fue publicada entre 1829 y 1833 por Carey, Lea & Carey, de Filadelfia. En 1846, otros catorce volúmenes suplementarios fueron publicados.
Actualmente, la enciclopedia tiene más de 45.000 artículos, la mayoría de los cuales tiene 500 palabras o más; y otros muchos artículos tienen un tamaño considerable, como es el caso del artículo sobre los Estados Unidos, con más de 300.000 palabras.
Fue escrita por alrededor de 6500 contribuidores, e incluye 9000 biografías, 150.000 referencias cruzadas, 1200 mapas, y aproximadamente 4500 imágenes en blanco y negro y en color. Muchos de los artículos son asignados por los contribuidores. La Encyclopedia Americana es producida por la Scholastic Library Publishing, una subdivisión de la Scholastic Inc.. La edición completa está compuesta de 30 volúmenes, siendo uno de ellos solamente el índice. Actualmente es vendida en línea, requiriendo suscripción.
La versión en línea de la Encyclopedia Americana fue lanzada en 1997, y sigue siendo actualizada y vendida.

## Editores de laEncyclopedia Americana

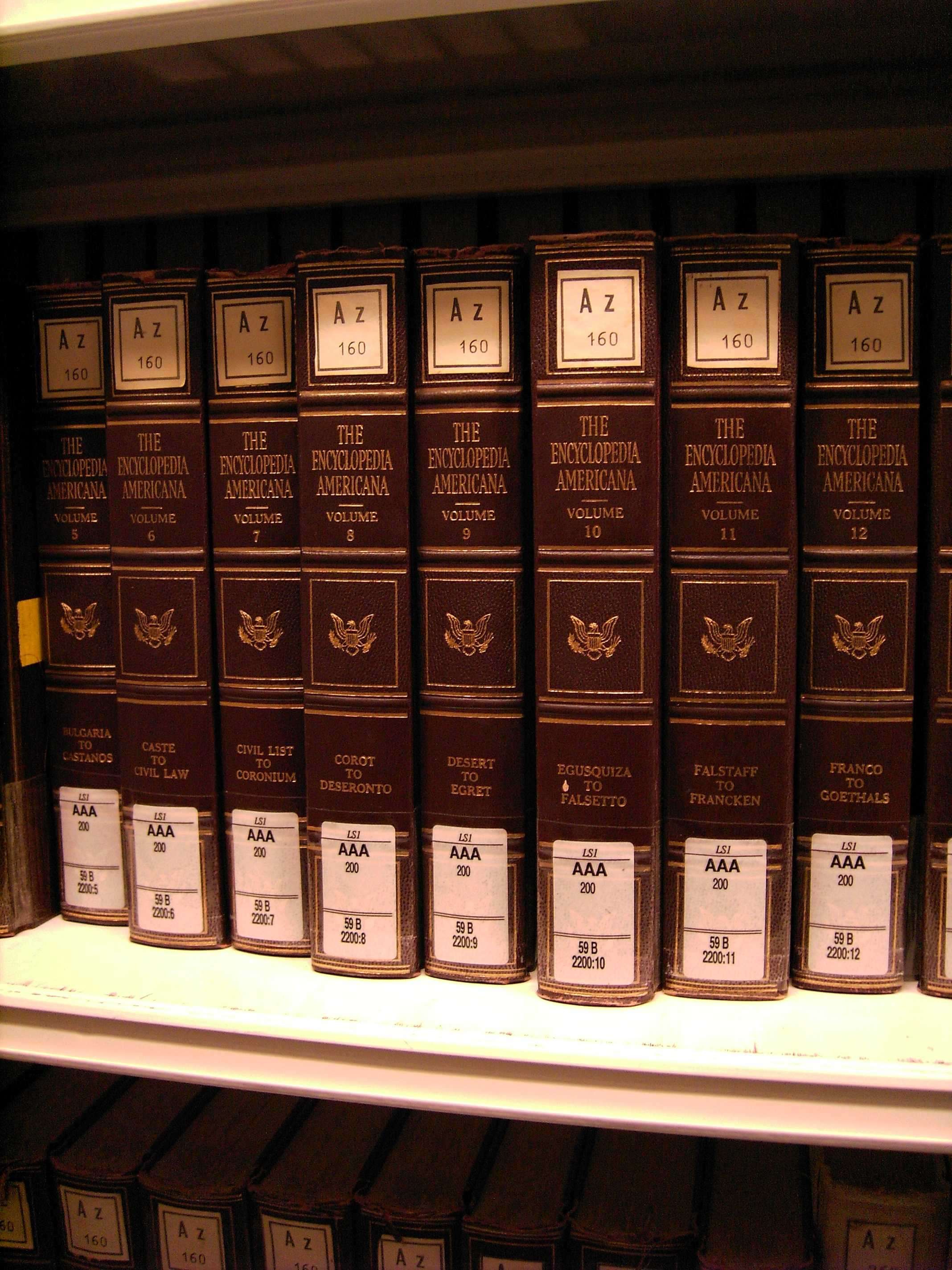
La enciclopedia en la biblioteca de la Universidad de Göttingen.

- Francis Lieber, 1829-1833. Profesor y experto legal germano-estadounidense; autor de "A Code for the Government of Armies" (1863), un documento clave en la historia del tratamiento humanitario a los prisioneros de guerra.
- Frederick Converse Beach, 1902-1917. Ingeniero y editor de la revista Scientific American.
- George Edwin Rines, 1917-1920. Autor y editor.
- A. H. McDannald, 1920-1948. Reportero (Baltimore News y Baltimore Evening Sun), editor, y autor.
- Lavinia P. Dudley, 1948-1964. Editor (Encyclopaedia Britannica y Encyclopedia Americana) y mánager; fue además la primera mujer en dirigir una publicación estadounidense de referencia.
- George A. Cornish, 1965-1970. Reportero (New York Herald Tribune) y editor.
- Bernard S. Cayne, 1970-1980. Investigador educacional (Educational Testing Service, Harvard Educational Review), editor (Ginn & Co., Collier's Encyclopedia, Macmillan) y ejecutivo de negocios (Grolier Inc.).
- Alan H. Smith, 1980-1985. Editor (Grolier/Encyclopedia Americana)
- David T. Holland, 1985-1991. Editor (Harcourt Brace, Grolier/Encyclopedia Americana).
- Mark Cummings, 1991-2000. Editor (Macmillan, Oxford University Press).
- Michael Shally-Jensen, 2000-2005. Editor (Merriam-Webster/Encyclopaedia Britannica).
- K. Anne Ranson, 2005-2006. Editor (Academic American Encyclopedia, Grolier Multimedia Encyclopedia).
- Joseph P. Castagno, 2006-present. Editor (Grolier/Lands and Peoples, New Book of Popular Science).